# Isztambul épületei
Isztambul, Törökország kulturális fővárosa építészeti szempontból is magán viseli történelmének és etnikumainak sokszínűségét. A városban rengeteg mecsetet, templomot, zsinagógát, palotát, várat és tornyot csodálhat meg a látogató. Isztambul bővelkedik ókori görög, római, bizánci és oszmán épületekben, emlékművekben, különösen igaz ez a város európai oldalára.

## Ókori görög és római építmények

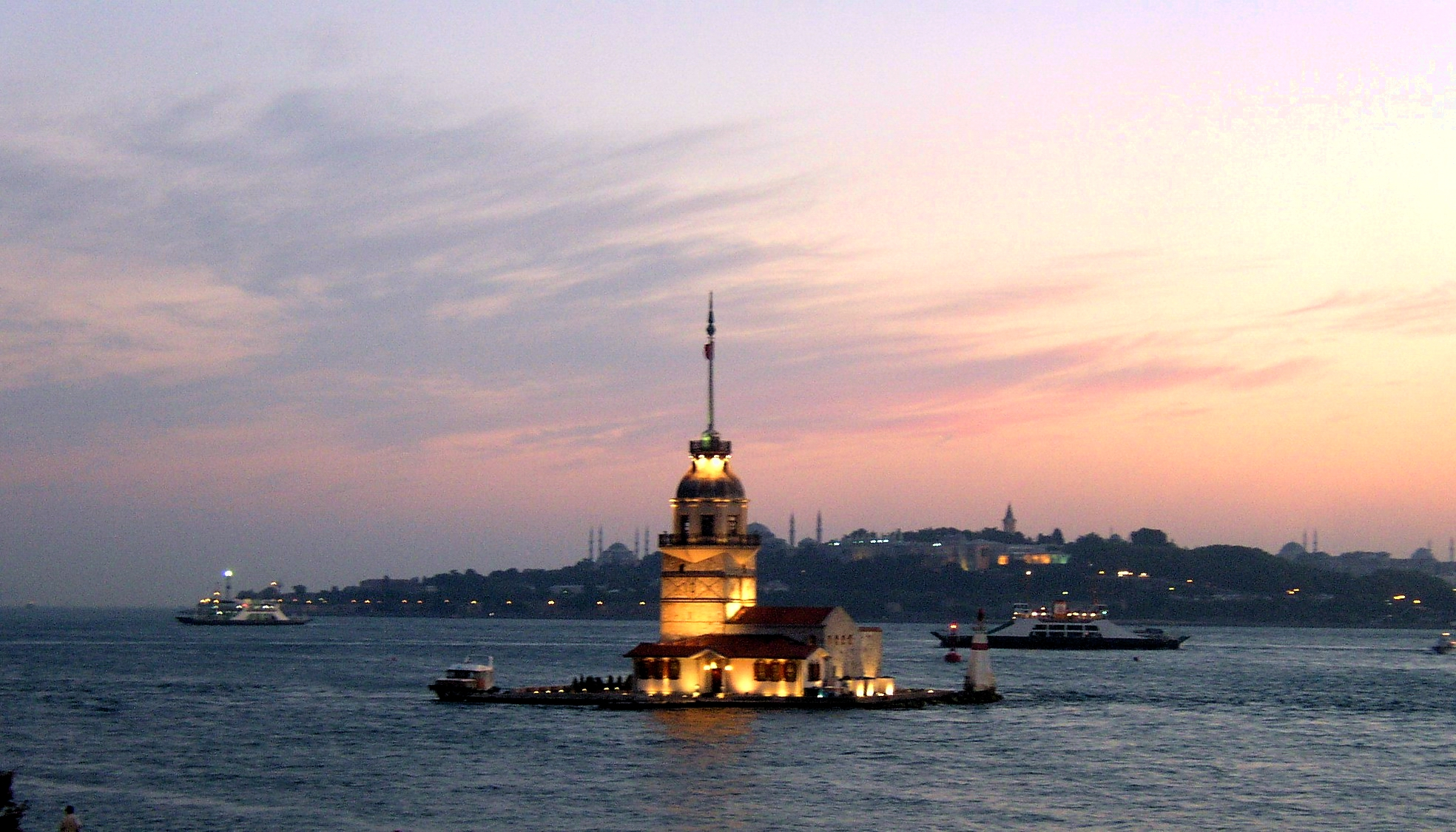
A híres Kız Kulesi, a „Lánytorony” melyet eredetileg Alkibiadész építtetett i. e. 408-ban, mai formáját 1763-ban nyerte el.

A város egyik legrégebbi emlékműve a Kígyó oszlop, melyet Apollo tiszteletére állítottak az i. e. 479-es plataia csatában a perzsák elleni győzelem emlékére. Az emlékművet, melyből csupán a szerpentin-oszlop marad fenn az utókornak, Nagy Konstantin császár hozatta Konstantinápolyba. Azóta is a Hippodromban áll. A lengyel követség egy tagja 1700-ban megrongálta, letörte az oszlop felső részét.
Isztambul egyik legnevezetesebb építménye a Kız Kulesi, azaz a Lánytorony, melyet a város szimbólumaként is számon tartanak. Eredetileg az athéni Alkibiadész hadvezér építtette i. e. 408-ban, innen figyelték a perzsa hajók mozgását a Boszporuszon. A tornyot 1110-ben I. Alexiosz bizánci császár parancsára kibővítették és erődítménnyé alakították. Az oszmán időkben többször is átalakították, a leglényegesebb felújításokat 1509-ben és 1763-ban végezték. Legutóbb 1998-ban restaurálták, az 1999-es földrengés után pedig acéllal erősítették meg az alapjait.
A római építészet legtöbbet vitatott emlékműveinek egyike Constantinus oszlopa (törökül: Çemberlitaş), melyet 330-ban Nagy Konstantin emeltetett a Római Birodalom új fővárosa kihirdetésének emlékére. Az emlékmű a legendák szerint szögeket tartalmaz Jézus Szent keresztjének vélt keresztből, más Jézus- és Szűz Mária-ereklyéket, illetve más vallási tárgyakat is, mint például Noé fejszéjét és Salamon egyik gyertyatartóját (az oszlop alapjába temetve), valamint darabokat a Mazulkemer- és a Valens-vízvezetékből; a Gótok oszlopából; a Milionból, melyet a Konstantinápoly és más városok közti távolság kiszámítására használtak; és a Hippodromból, melyet a római Circus Maximus mintájára építettek. 1779-ben a környező házak egy tűzben leégtek, és az oszlop a füsttől feketére színeződött. Emiatt kapta becenevét, aminek jelentése „égett kő”.

## Bizánci emlékművek

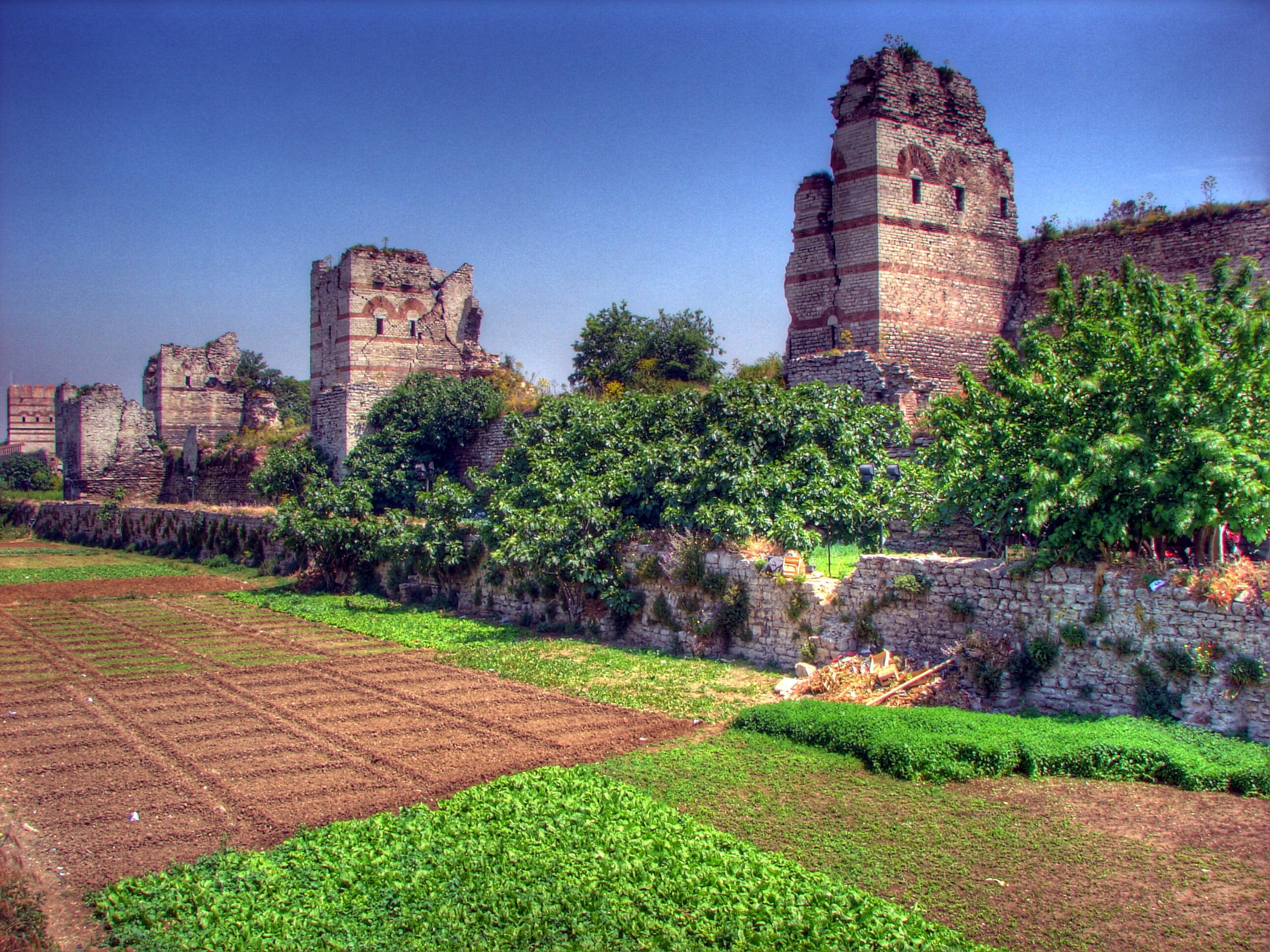
A vizesárkot, mely Isztambul falai előtt húzódott, később feltöltötték földdel és mezőgazdasági használatba vették.

Konstantinápoly falainak építése még Nagy Konstantin idejében elkezdődött, aki kibővíttette Bizantium meglévő falait, hogy megfelelő védelmet nyújthasson a birodalom gyorsan növekvő új fővárosának, Nova Romának. II. Theodosius idején tovább épültek a falak, majd a 447-es földrengés után újjáépítették őket. A Szeráj Csúcsnál (Sarayburnu) található ún. tengeri falak a város falának legrégebbi részei, már Bizánc előtt is léteztek, a legerősebb részei pedig az úgynevezett tripla földsáncok, melyek II. Theodosius idejében épültek a város nyugati végén. A város falaihoz 55 kapu tartozott, a legnagyobb a Porta Aurea (Aranykapu) volt a város délnyugati végén, közel a Márvány-tengerhez; melyet a császárok ünnepi bevonulásukkor használtak. Míg a falak téglából és mészkőből épültek, a Porta Aurea fehér márványból készült, a tetején elefánt-szobrokkal. A kapuk aranyból készültek, innen ered a neve is.  1458-ban II. Mehmed várat építtetett a Porta Aureához (Yedikule; Héttorony) annak védelmére, és a kaput a várfal részévé tette.

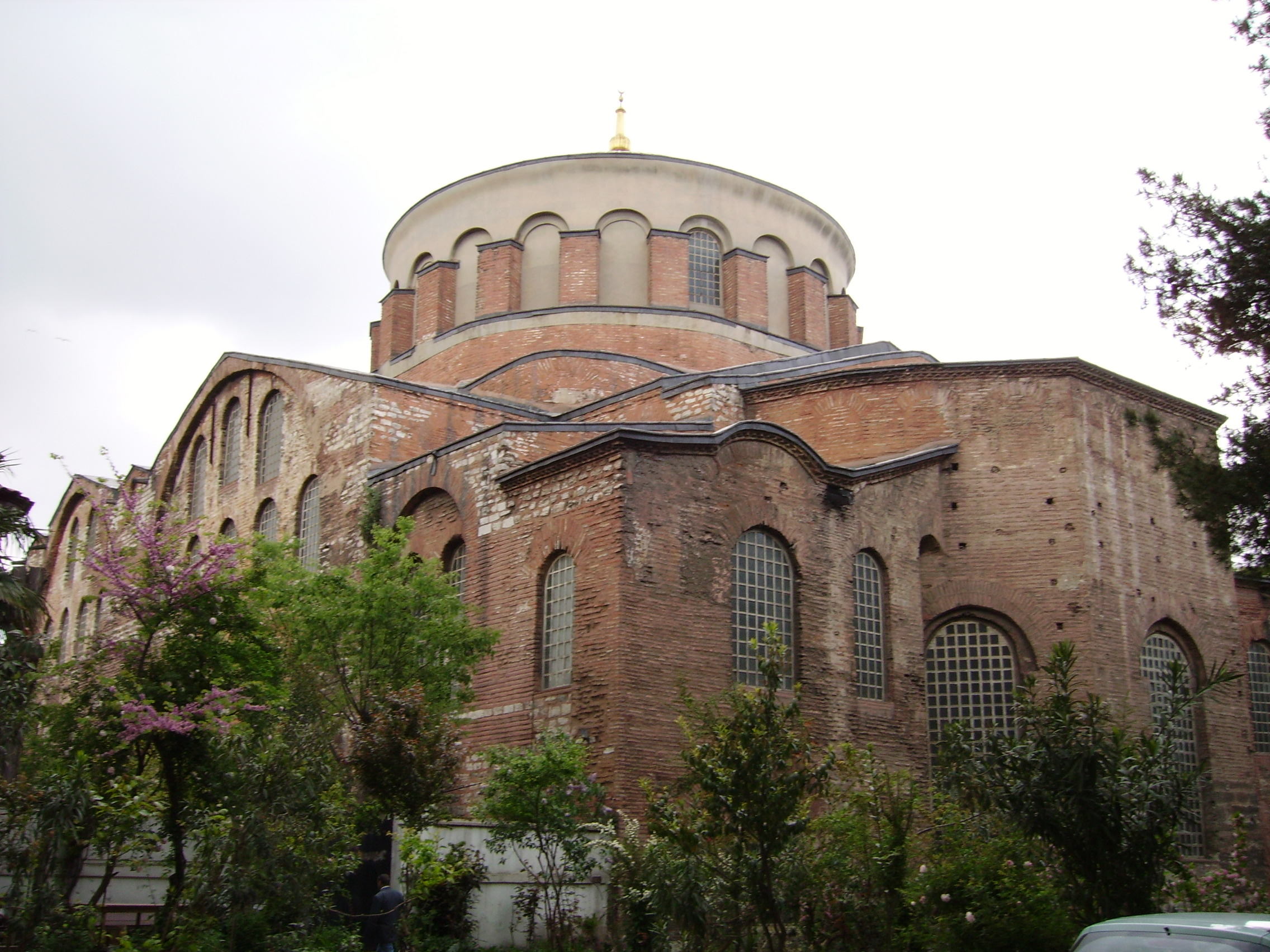
A 4. századi Hagia Eiréné, az egyik legrégebbi ma is álló bizánci templom Isztambulban.

A korai bizánci építészet követte a klasszikus római boltozat-mintákat, de javított is azokon, ahogy azt a Hagia Szophia székesegyházon is meg lehet figyelni, mely a harmadik templom volt, amit ugyanoda építettek, miután az előző kettőt lerombolták. Szent Szergiusz és Bacchus temploma, amit Kis Hagia Sophiának is neveznek, az első templom volt, amit I. Justinianus építtetett Konstantinápolyban. A Hagia Eiréné és a Bazilika Ciszterna is ebből az időből származik.
A legtöbb bizánci templom, melyet Justinianus idejében, a 6. században újjáépítettek vagy kibővítettek, eredetileg a 4. században. Konstantin uralkodása alatt épültek. A legrégebbi, ma is eredeti formájában álló bizánci templom a Stoudios (İmrahor) monostor, mely 462-ben épült. Az épület Keresztelő Szent János templomaként is ismert. Bár teteje már nincs, a falai és a gyönyörű padlódekoráció ma is érintetlen.

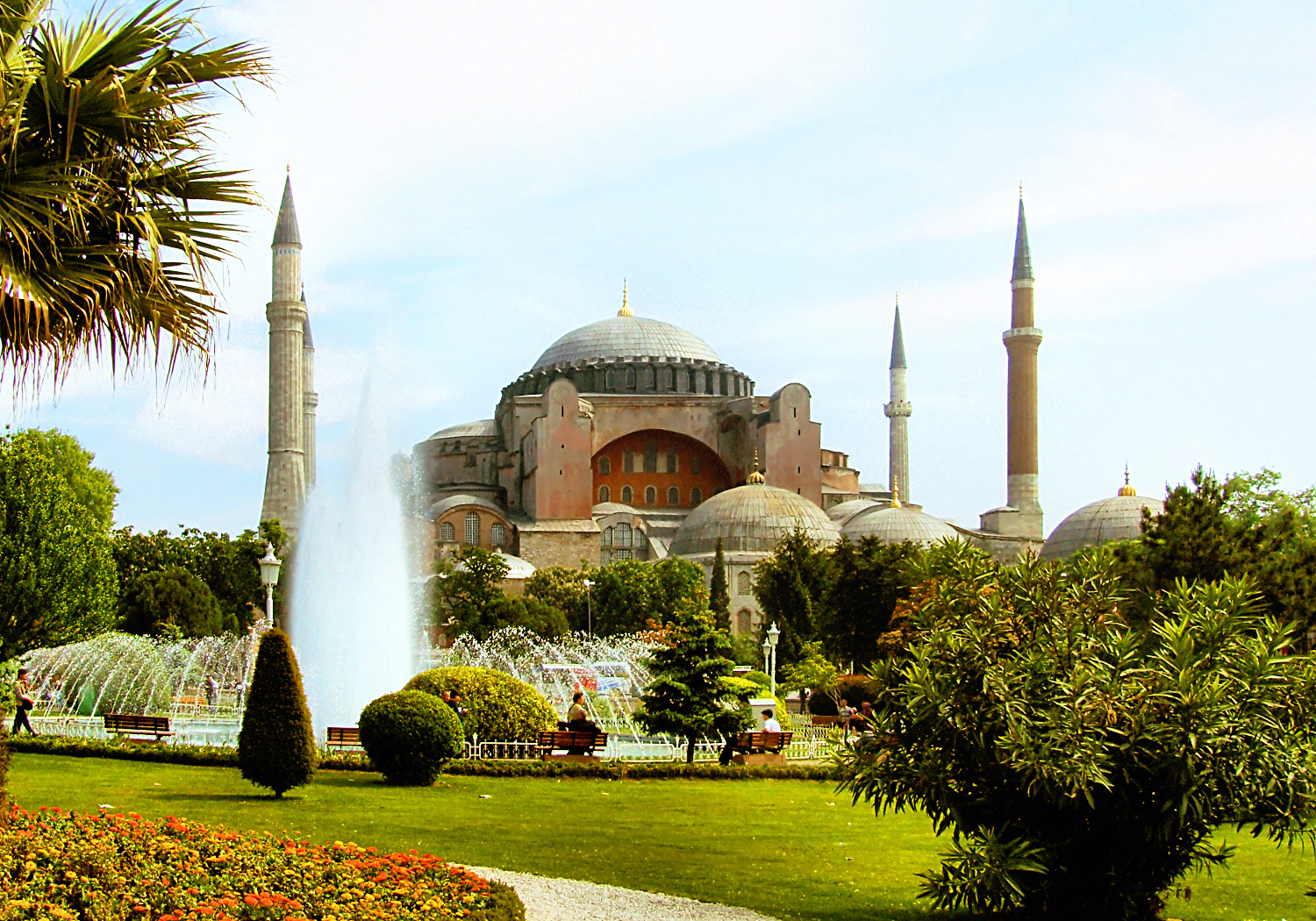
A Hagia Szophia, a bizánci építészet remekműve

A Hérakleiosz idejében (610-641) épült Anemasi földalatti várbörtön, melyet a város falához építettek, ma is eredeti állapotában látható. Felszíni része egy hatalmas várhoz hasonlít, a föld alatt pedig kazamata-szerűen húzódnak a börtöncellák.

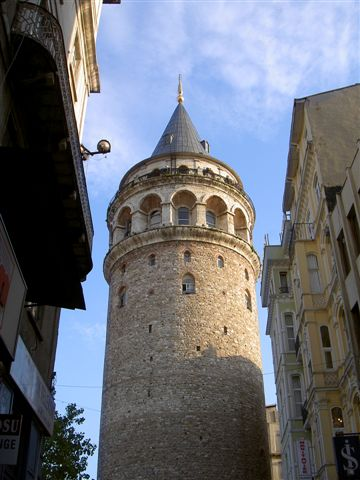
A Galata-torony a genovai citadella tetején, az Aranyszarv-öböl északi partján. Isztambul csodás látványt nyújt a tetejéről nézve.

A 8. századig a bizánci templomokban arany ikonok voltak, melyeket azonban az első képrombolás időszakában, III. Leó bizánci császár uralkodása alatt elpusztítottak. A képrombolók hite szerint a Krisztusábrázolás, és más szentek ábrázolása ikonokon és a templomok falain bűnnek számított. Ezt a második képrombolás korszaka követte V. Leó uralkodása idején, 814-842 között.
843-ban Theodóra, Theophilosz felesége visszavonta férje ikonoklasztikus rendelkezéseit, aminek következtében a város számos templomába új ikonok kerültek, néhányuk azonban – például a Hagia Eiréné – még ma is magukon viselik a képrombolás nyomait. A Boukoleon palota is Theophilosz uralkodásának idejéből származik.
A IV. keresztes hadjárat idején, 1204-ben, a város legtöbb fontos épületét kirabolták, nagyon sok műkincset, építészeti szempontból jelentős műemléket Velencébe vittek hajóval, Enrico Dandolo dózse parancsára. Ezek között az elrabolt kincsek között volt például a Hippodrom tetején álló, lovakat ábrázoló bronz szoborcsoport is, melyek ma a Szent Márk-bazilikát díszítik.
A Porphyrogenitos palota (törökül: Tekur Sarayı), az egykori Blachernae palota egyetlen máig is fennmaradt része, a IV. keresztes hadjárat idejéből származik. Ebben az időszakban építették fel a katolikus Szent Pál templomot az Aranyszarv-öböl északi részén (1213).
Miután a bizánciak visszafoglalták Konstantinápolyt 1261-ben, több fontos templom is épült a városban, például a Oanmakaristos templom és a Chora templom. Ebben az időszakban építtette Montano de Marinis, a genovai podesta a Palazzo del Comunét (1314), mely a genovai San Giorgio plaota mása. Romjai mai is láthatóak a Bankalar Caddesi (Bankok utcája) végében. A genovaiak építették 1348-ban a Galata-tornyot is, melyet Christea Turris-nak, azaz Krisztus-toronynak hívtak.

## Oszmán kori épületek

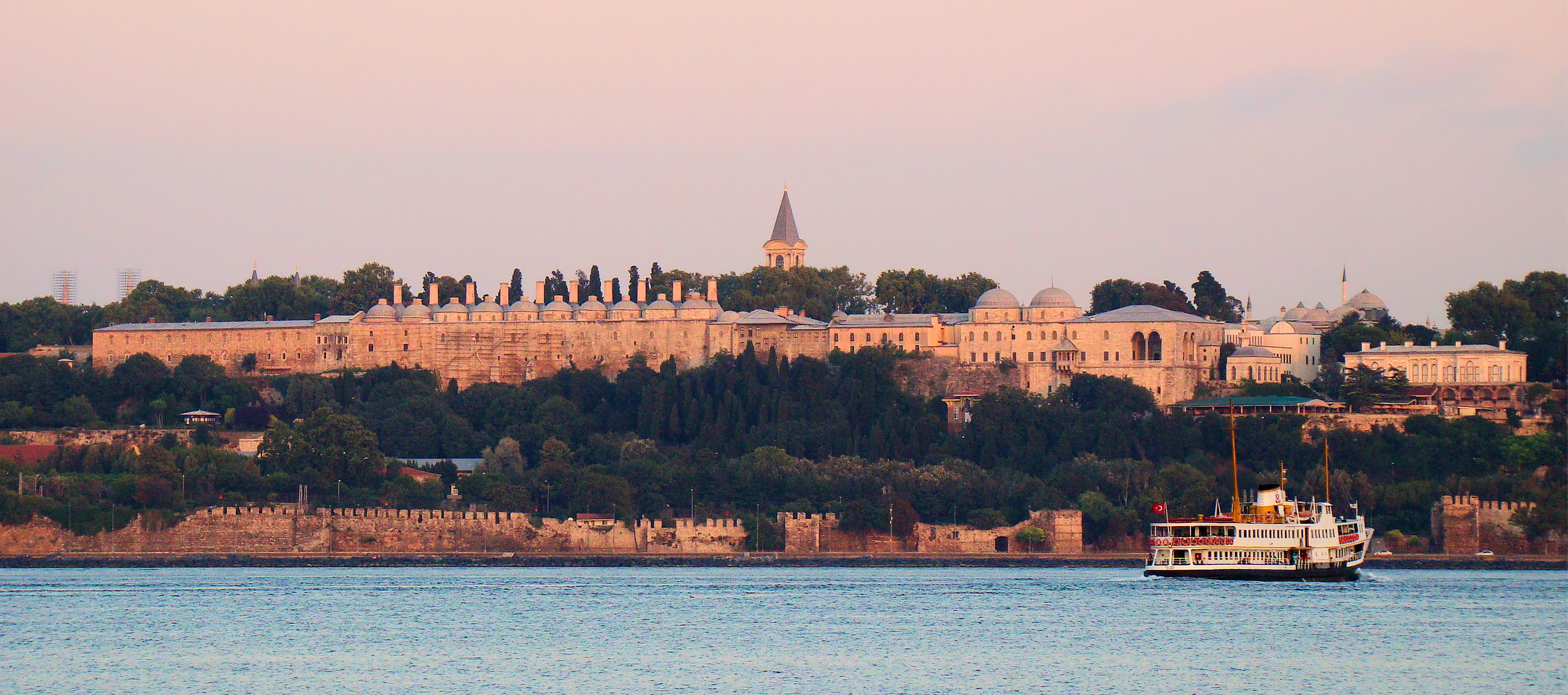
A Topkapı palota

Az oszmán-törökök 1394-ben építették az Anadoluhisarı erődöt a Boszporusz ázsiai partjára, az európai oldalon pedig 1452-ben készült el a Rumelihisarı erőd. A hosszú ágyúsorokkal ellátott két erődítmény célja a Boszporusz védelme volt, segítségükkel akarták megakadályozni, hogy Genovából és annak fekete-tengeri kolóniáiból segítsék a bizánciakat a törökök elleni harcokban.
Miután elfoglalták a várost, II. Mehmed nagyszabású újjáépítésbe kezdett, melynek részeként számos új épületet emeltek, ilyen például a Fatih-mecset, az Eyüp szultán mecsetje, a Topkapı palota, a Fedett Bazár, vagy a Héttorony (mely a város főkapuját, a Porta Aureát hivatott őrizni). A hódító szultán utáni uralkodók is számos fontos épületet emeltek, közöttük van a Szulejmán-mecset, az Ahmed szultán mecsetje (Kék-mecset) és az Új mecset.
Az oszmán hagyományoknak megfelelően az épületek általában faragott fából készültek, kivéve a birodalmi épületeket (a palotákat, mecseteket), melyek kőből épültek. A 18. és 19. században már elkezdték mellőzni a fát, és inkább követ használtak az építkezéseken. A hagyományos oszmán építészet is hanyatlásnak indult, megjelentek az európai építészeti stílusok, különösen a tanzimat, a szultáni reformok idején, mely 1839-ben kezdődött, és a célja a nyugatosítás volt. Már a tanzimat előtti időszakokból is találunk európai stílusú épületeket, így például az Aynalıkavak palota (1677-1679) barokk stílusban épült, a Nuruoszmanije mecset (1748-1755) pedig a város első barokk stílusú mecsetje volt. Ebben a stílusban épültek a Topkapı palota háremének egyes részei is.
Számos épületet emeltek neoklasszicista, barokk (Beylerbeyi palota) és rokokó stílusban, de e három stílus elemeinek keveredését is észrevehetjük olyan épületeken, mint a Dolmabahçe palota, a Dolmabahçe mecset vagy az Ortaköy-mecset. Neogótikus mecseteket is emeltek, ilyen például a Pertevniyal válide szultán mecsetje vagy a Hamidije mecset. Iskolákat és katonai kaszárnyákat is építettek európai stílusban.
A 19. század elején az İstiklal sugárút mindkét oldalán neoklasszicista és Art Nouveau stílusban számos prominens konzulátus és más, európaiak által használt épület épült. Itt található a Çiçek Pasajı is számos hangulatos vendéglőjével. Isztambul a 19. század végén, 20. század elején az Art Nouveau egyik központjává vált, híres építészek terveztek palotákat és udvarházakat ide illetve a Herceg-szigetekre. Raimondo D'Aronco építész egyik legismertebb munkája a Yıldız palota. A Bankalar Caaddesin (Karaköy) található híres Camondo-lépcső is ebben a stílusban épült.
A 19. századra az Aranyszarv-öböl déli részén hagyományos oszmán stílusú épületek pompáztak, míg az északi, európaiak által lakott részen európai stílusú épületek emelkedtek. A két városrészt a Galata-híd köti össze.
Az oszmán időkben a Boszporusz partja nyári üdülőhelynek számított, rengeteg fából illetve kőből épült nyári rezidencia, úgy nevezett yalı épült itt a vagyonosabbak számára. A legrégebbi az Amcazade Köprülü Hüseyin Pasa yalı (1699), Kandilli negyedben, az ázsiai oldalon. Az első, fából készült nyári lakokat a 19. század végére fokozatosan téglaépületek váltották fel, a gyakori tüzek miatt.

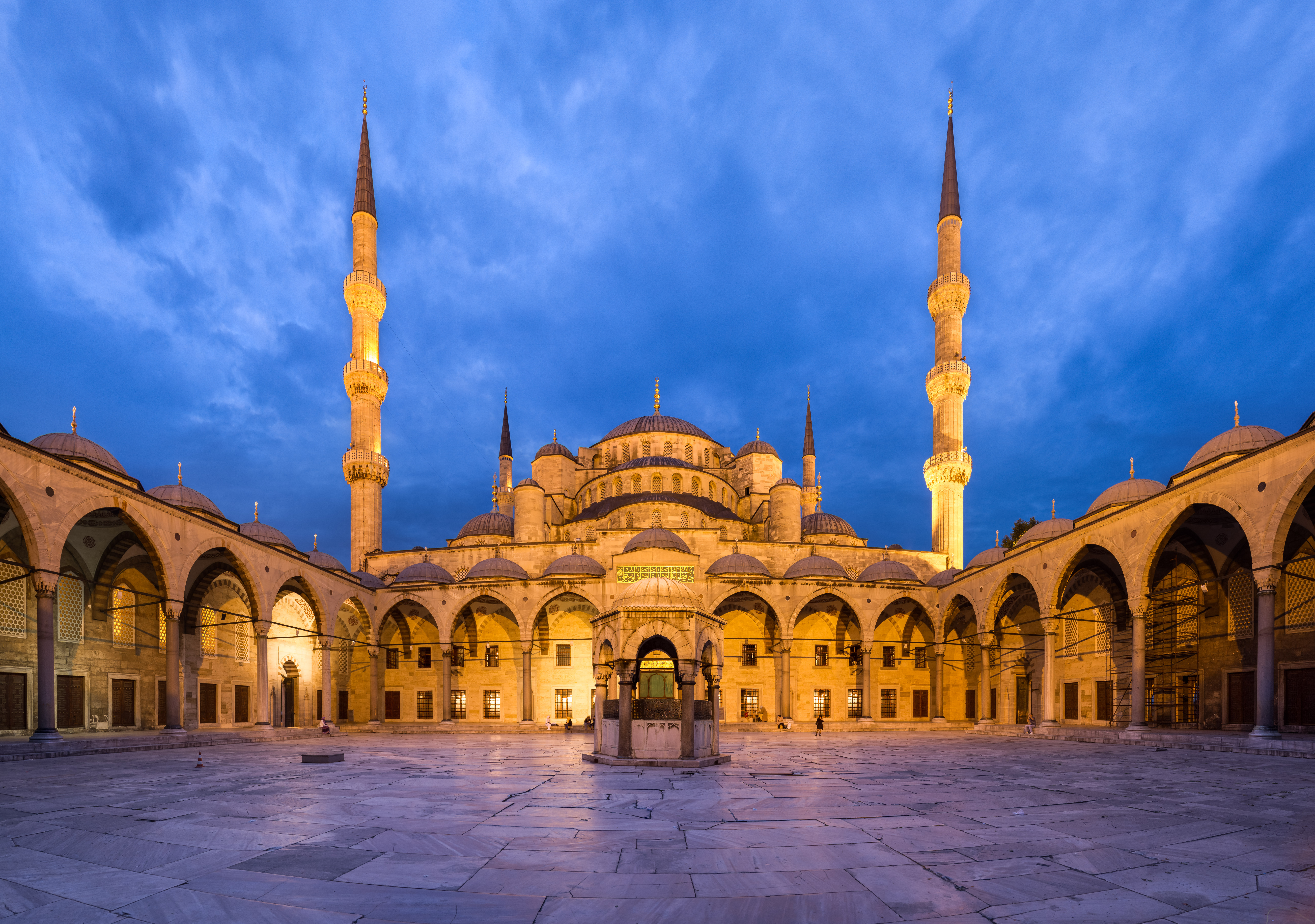
Ahmed szultán mecsetje (Kék-mecset)
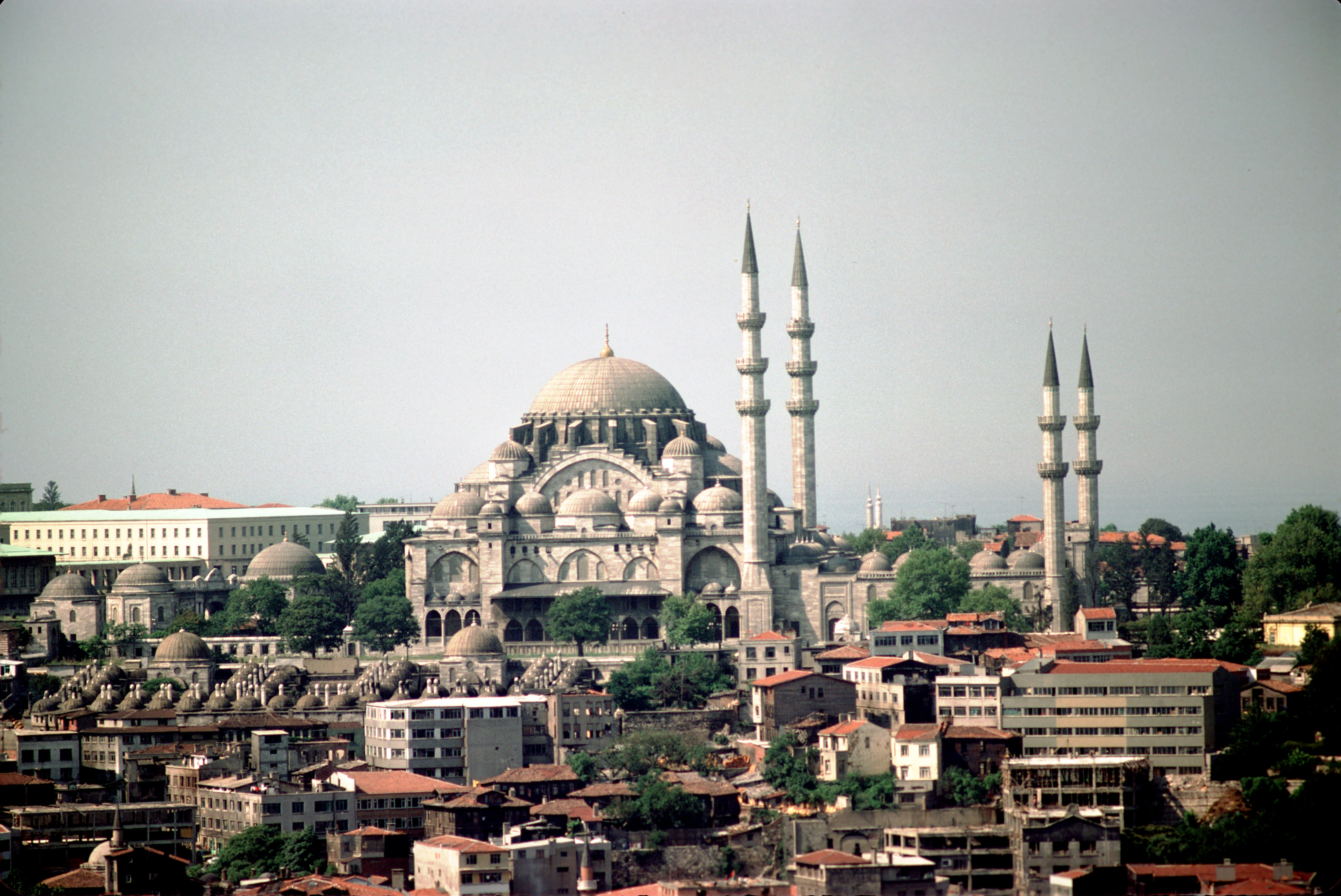
Szulejmán-mecset
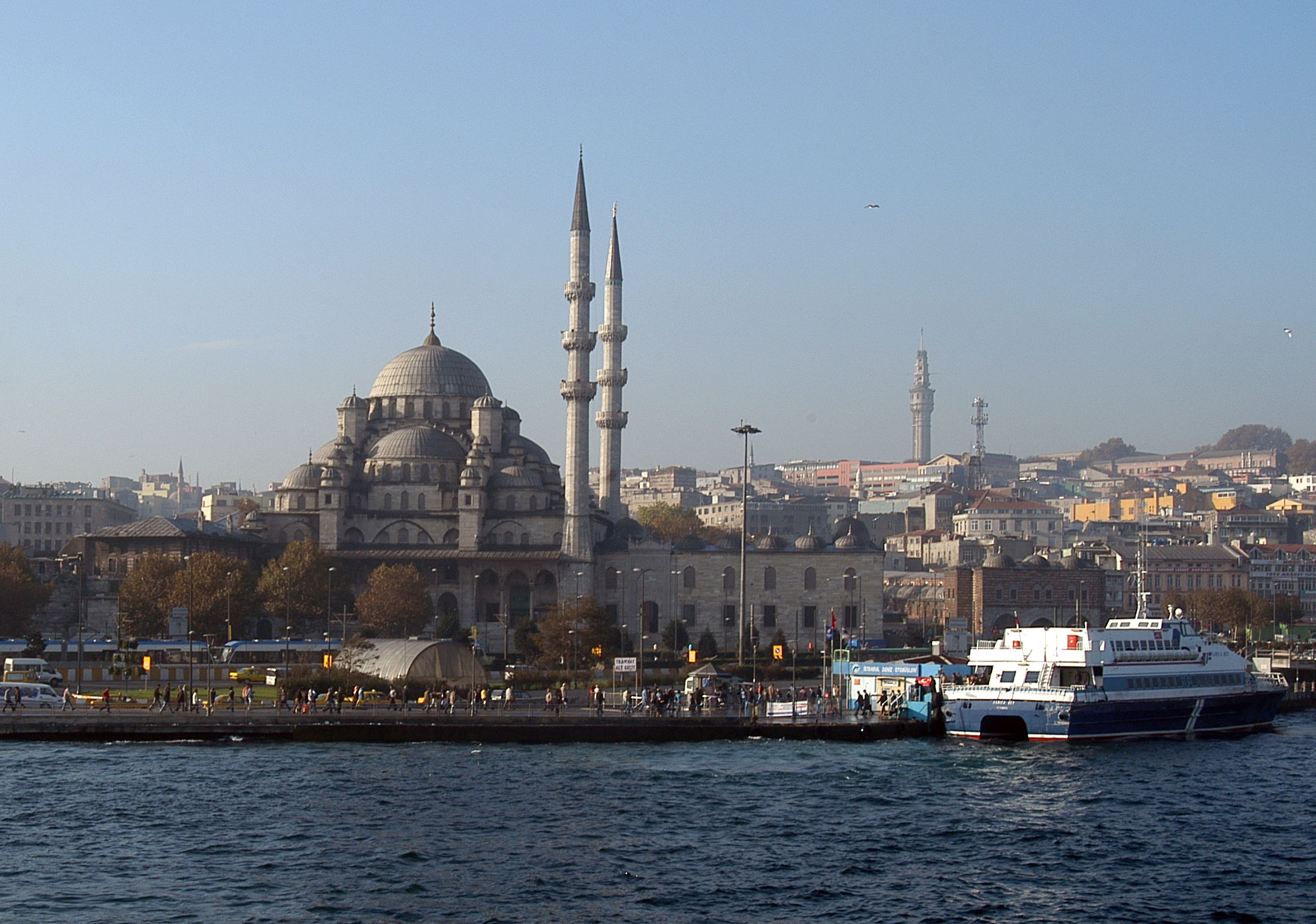
Új Mecset (Yeni Dzsámi)
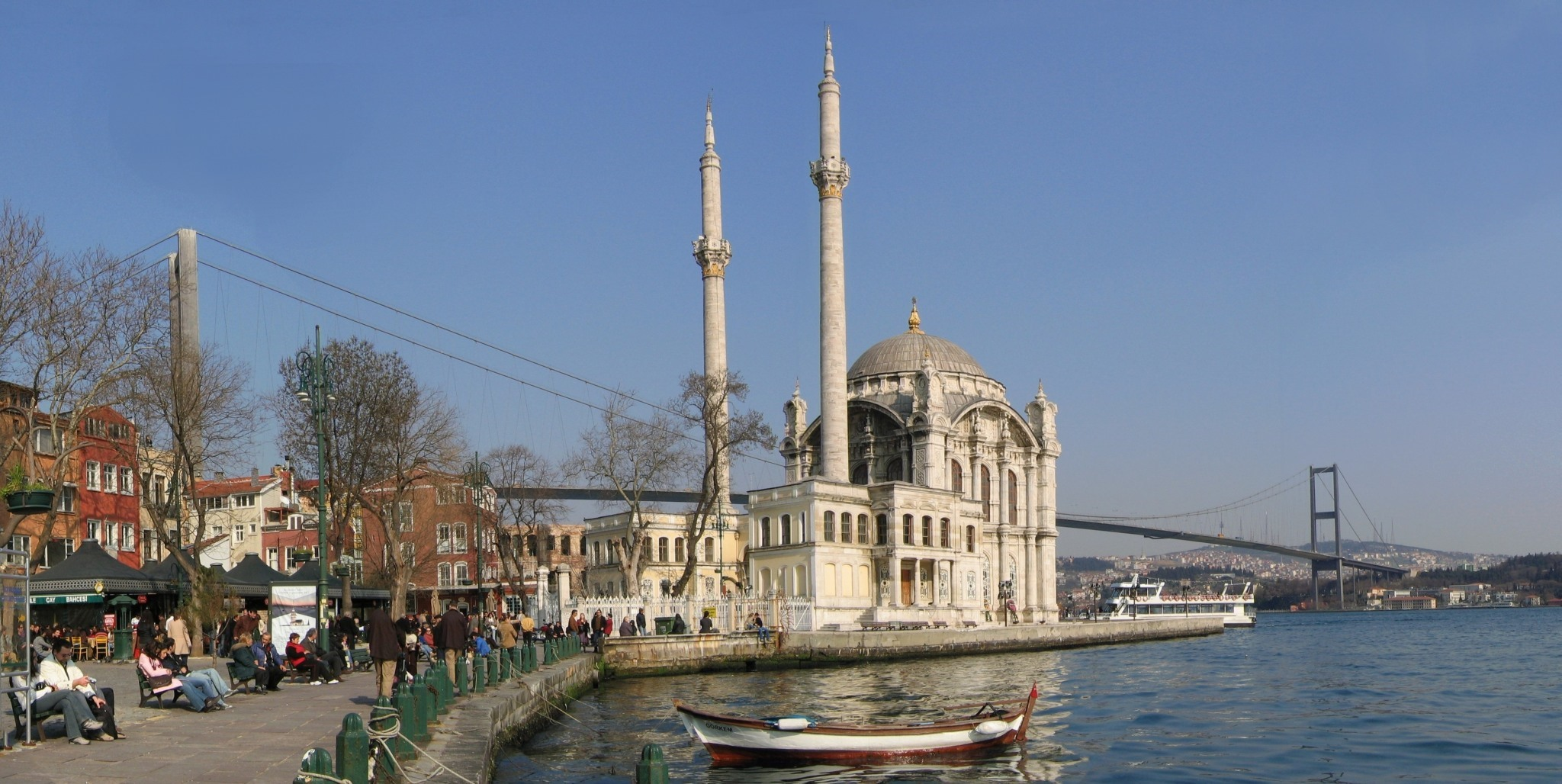
Az Ortaköy-mecset és a Boszporusz híd
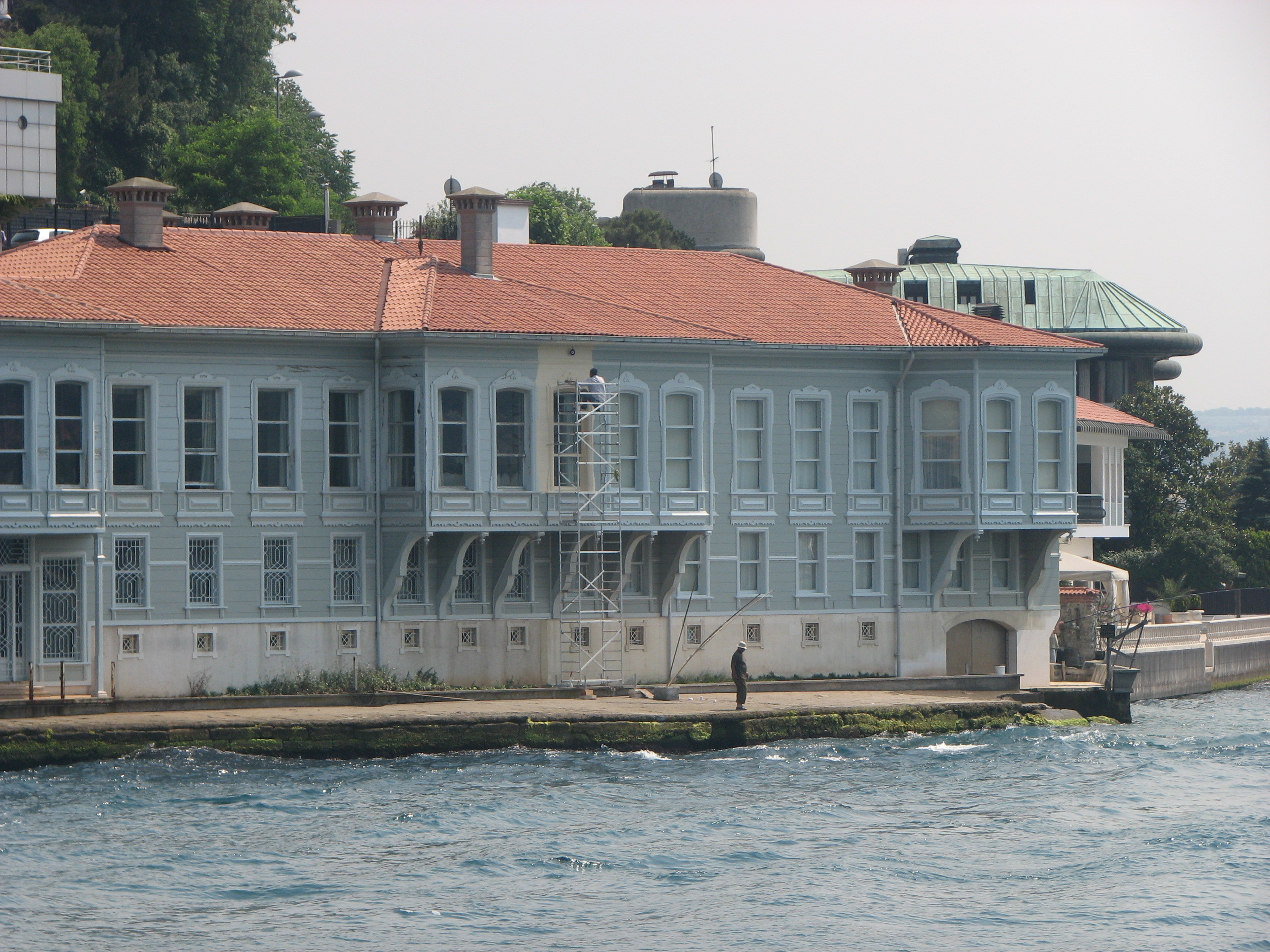
Yalı, azaz tengerparti udvarház a Boszporusz partján
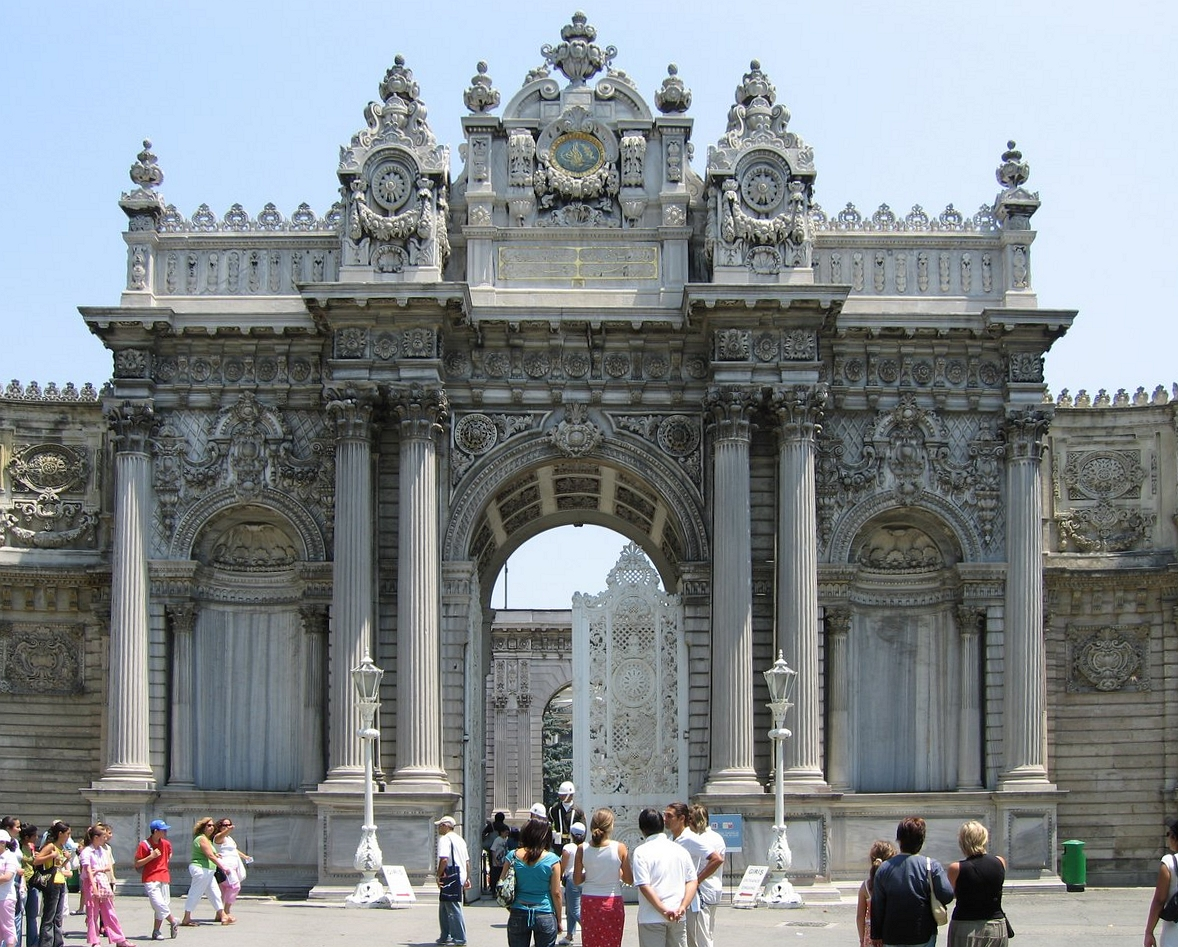
Dolmabahçe palota
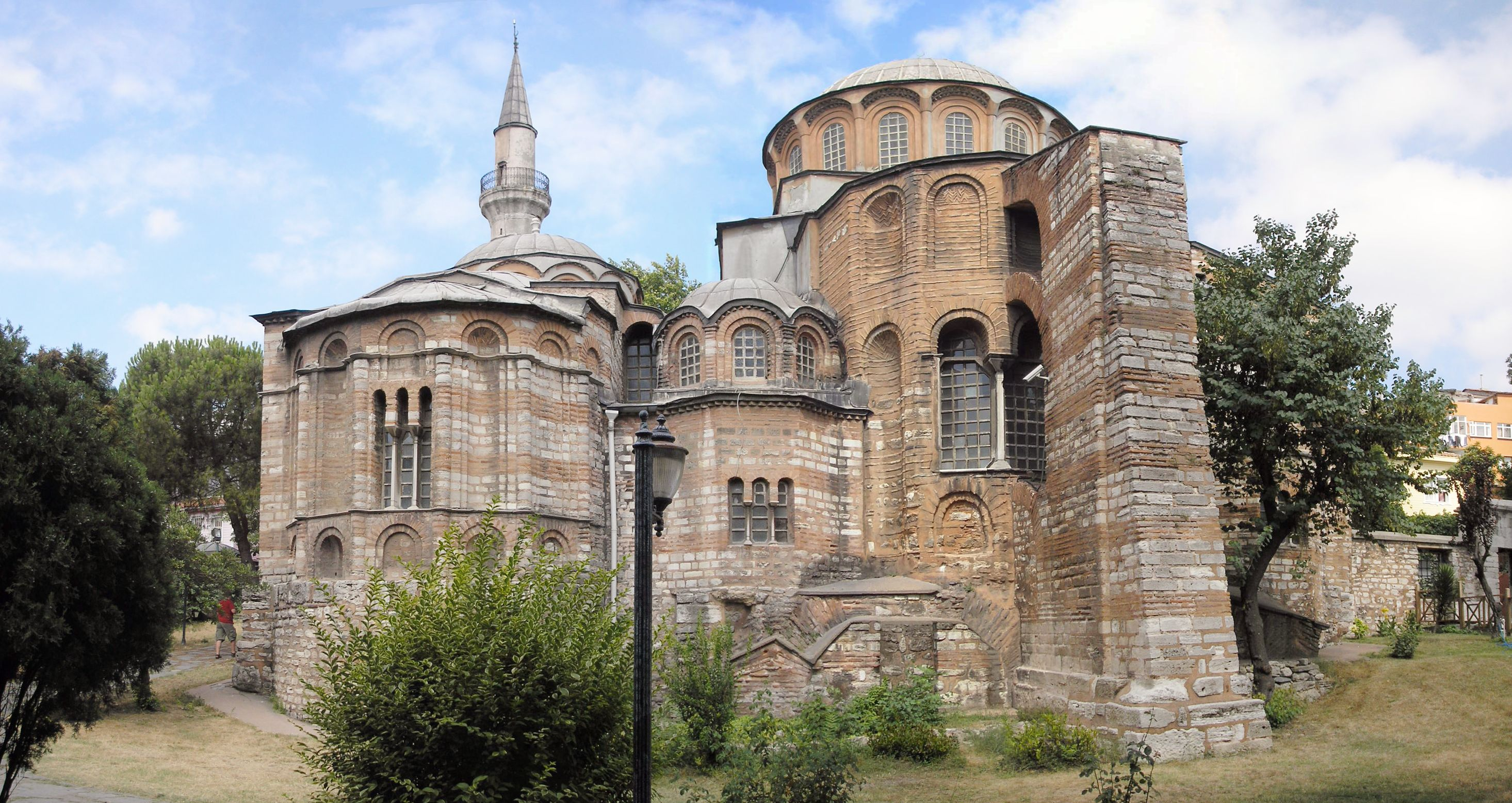
Kariye Camii, Edirnekapi

## Külső hivatkozások
- Híres épületek Isztambulban (angolul)
- Isztambul látnivalók